# Калачёвка (Тарский район)
Калачёвка — упразднённая деревня в Тарском районе Омской области России. Входила в состав Нагорно-Ивановского сельского поселения. Упразднена в 2008 г.

## География
Располагалась на реке Чёрная (бассейн реки Зимовная), в 5 км к юго-востоку от села Нагорное.

## История
Основана в 1897 г. В 1928 г. состояла из 54 хозяйств, основное население — русские. В административном отношении входила в состав Бекмесского сельсовета Екатерининского района Тарского округа Сибирского края.

## Население
| 1926 | 2002 |
| ---- | ---- |
| 311  | ↘24  |

Национальный состав
Согласно результатам переписи 2002 года, в национальной структуре населения русские составляли 96 % от общей численности населения.